# بيدرو كاسترو (لاعب كرة قدم)
بيدرو كاسترو هو لاعب كرة قدم إسباني، ولد في 25 نوفمبر 1947 في Mera ‏ في إسبانيا.